# Broken (Don Winslow)
Broken è una raccolta di sei racconti dello scrittore statunitense Don Winslow, pubblicato in lingua originale nel 2020 e tradotto in italiano da HarperCollins nello stesso anno.
È la prima volta in cui Winslow si cimenta con la dimensione letteraria del racconto: nei ringraziamenti in coda al testo lo scrittore rivela che l'idea e lo stimolo gli sono venuti dal suo amico, collaboratore e agente Shaun Salerno.
La raccolta è preceduta da un esergo tratto da On Writing: Autobiografia di un mestiere di Stephen King: "Se non hai il tempo di leggere, non hai il tempo (e gli strumenti) per scrivere. Semplice." e alcuni dei racconti sono dedicati a scrittori o attori particolarmente cari all'autore.
Alcuni personaggi sono presenti in più di un racconto, Winslow si è inoltre divertito a far incontrare e interagire i protagonisti di diversi suoi precedenti cicli di romanzi: tra le pagine si possono infatti incontrare un Neal Carey ormai sessantacinquenne, il detective surfista Boone Daniels, l'ex marine e rapinatore Tim Kearney ancora inseguito dal fantasma di Bobby Z, il trio Ben, Chon e O e Frankie Machine.

## Racconti
Broken
Dedicato a Ernest Hemingway, di cui si cita un passo di Addio alle armi ("Il mondo fa tutti a pezzi, e molti, anche se a pezzi, si rivelano forti") è ambientato a New Orleans negli Anni dieci del XXI secolo.
I McNabb sono una famiglia di poliziotti di origini irlandesi: lo è stato, prima della pensione, il padre John, incline alla bottiglia, iroso e violento tanto da aver picchiato, in passato, anche la moglie Eva, che lavora come centralinista al Pronto Intervento e lo sono i due loro figli. 
Il gigantesco e impulsivo Jimmy è infatti il capo carismatico della compatta e dura squadra narcotici dell'Unità Investigativa Speciale mentre il più introverso e sensibile Danny lavora nelle pattuglie stradali.
Jimmy dichiara provocatoriamente guerra ad Oscar Diaz, ambizioso narcotrafficante honduregno che cerca di mettersi in luce con i boss del cartello messicano di Sinaloa e ciò darà il via a una violenta spirale di vendette e ritorsioni da cui tutti non possono che uscire a pezzi.
Rapina sulla 101
Il racconto è dedicato a Steve McQueen, che è l'idolo di Davis, solitario, razionale ed efficientissimo rapinatore che da dieci anni, a distanza di parecchi mesi tra un'azione e l'altra, mette a segno colpi da centinaia di migliaia di dollari ai danni di corrieri di gioielli e preziosi sulla Highway 101 in California senza mai spargere sangue o fare in alcun modo del male ai derubati.
Mentre il dipartimento di polizia di San Diego, nella cui giurisdizione è avvenuto l'ultimo colpo di Davis, è convinto che il furto sia opera di una banda e non abbia alcun legame con le rapine degli anni precedenti, il tenente Ronald “Lou” Lubesnick, taciturno e intellettuale capo della squadra antirapina, ha capito di essere alle prese con un geniale “lupo solitario” e inizia un sottile duello strategico con il ladro.
Lo zoo di San Diego
Dedicato ad Elmore Leonard, il racconto ha per protagonista Chris Shea, giovane e virtuoso agente della polizia di San Diego membro delle pattuglie di strada che desidera far carriera entrando nella squadra antirapina del leggendario tenente Lou Lubesnick.
Shea si trova a dover affrontare un caso grottesco: uno scimpanzé fuggito dallo zoo con un revolver in mano e arrampicatosi sulle pareti di un museo nell'affollato Balboa Park. Chris riesce a disarmare il primate senza ucciderlo ma a costo di essere colpito sul naso dall'arma lasciata cadere dalla scimmia cadendo poi, privo di sensi, sulla rete di protezione collocata per lo scimpanzé.
Il video della caduta diventa virale sui social network e per qualche tempo Shea è lo zimbello della città, inoltre il suo intervento lo ha reso inviso alla squadra d'assalto, che voleva abbattere la scimmia senza perdere tempo, ma gli ha fatto conquistare le attenzioni della bella e brillante zoologa Carolyn Voight.
Contro le sue aspettative, il tenente Lubesnick ha apprezzato il suo modus operandi e decide di metterlo alla prova facendolo indagare in via non ufficiale su come l'arma possa essere finita in mano allo scimpanzé.
Sunset
Il racconto è dedicato a Raymond Chandler e incentrato sul tramonto della carriera di Duke Kasmajian, il “duca” dei rilasci su cauzione a San Diego: una nuova legge federale che vieta il pagamento delle cauzioni in contanti, infatti, costringerà forzatamente alla pensione l'ormai sessantacinquenne Duke.
Per chiudere i conti e lasciare una generosa buonuscita ai suoi dodici dipendenti, Kasmajian deve recuperare i trecentomila dollari versati per la cauzione di Terry Maddux, cinquantaquattrenne ex stella del surf ormai eroinomane, violento e disperato, che si è dato alla macchia dopo il rilascio.
Duke mette sulle tracce del fuggiasco Boone Daniels, che di Maddux è stato, nel corso degli anni, ammiratore, allievo, amico e supporto per provare, invano, a uscire dalla tossicodipendenza. Pur ormai al tramonto, Maddux ha ancora amici e supporti lungo le spiagge e per stanarlo Boone avrà bisogno dei suoi “fratelli” della Pattuglia dell'Alba nonché di due vecchi amici di Duke: il professore di letteratura inglese Neal Carey e il tenente Lou Lubesnick.
Paradise
Sottotitolato L'avventura intermedia di Ben, Chon e O (protagonisti di Le belve e del prequel I re del mondo) il racconto è ambientato nel 2008 ad Hanalei, nelle Hawaii, dove Ben vorrebbe stabilire una piantagione di marijuana e una base logistica per il loro commercio di erba.
Partner in loco del progetto è Tim Karsen, che si rivelerà essere in realtà Tim Kearney, il protagonista di Morte e vita di Bobby Z, trasferitosi da dodici anni sull'isola con Elizabeth e il piccolo Kit, che è divenuto nel frattempo un vigoroso diciassettenne asso del surf.
I loro piani si scontrano però con quelli della Compagnia, un gruppo di malavitosi locali con agganci nel mondo dei surfisti e che fa a capo a Red Eddie, narcotrafficante di origini hawaiane e giapponesi già incontrato nelle avventure di Boone Daniels (in particolare nel romanzo La pattuglia dell'alba).
Ophelia (detta O), nel suo tormentato processo di crescita esistenziale, troverà inoltre ciò che di più simile a una figura paterna abbia potuto incontrare in vita sua in Pete, l'anziano e arguto pescatore e venditore di esche che in una vita precedente era chiamato Frankie Machine.
L'ultima cavalcata
Cal Strickland è un trentasettenne agente della pattuglia di confine di stanza a El Paso, in Texas: è cresciuto in un ranch di Fort Hancock ormai in disarmo a causa dell'inaridimento del suolo assieme al padre Dale, morto da qualche anno, e alla sorella maggiore Roberta, detta Bobbi, che ora prova a mandare avanti la fattoria aiutandosi con un lavoro da cameriera in un ristorante e a sua volta alle spalle un divorzio e un figlio diciottenne con problemi di eroina.
Gli Strickland sono stati abbandonati dalla madre in tenera età e questo è probabilmente alla base dei problemi di Cal a seguire e comunicare i propri sentimenti.
Quando gli occhi di Cal, che, all'opposto della sorella, è un fervente conservatore e ha votato per Trump, incrociano quelli di Luz, una bambina salvadoregna di sette anni internata in un centro di permanenza temporanea gestito dalla pattuglia di confine e separata dalla madre in base alla legge sull'immigrazione clandestina voluta dal presidente degli Stati Uniti, l'ex cowboy decide che per la prima volta in vita sua non obbedirà agli ordini e farà ciò che ritiene giusto, a qualunque costo.

## Edizioni
- Don Winslow, Broken, traduzione di Giuseppe Costigliola e Alfredo Colitto, Harper Collins, 2020,  p. 544, ISBN 978-88-3051-472-0.